# Викерсайм-Вильсозен
Викерсайм-Вильсозен (фр. Wickersheim-Wilshausen) — коммуна на северо-востоке Франции в регионе Гранд-Эст (бывший Эльзас — Шампань — Арденны — Лотарингия), департамент Нижний Рейн, округ Саверн, кантон Буксвиллер. До марта 2015 года коммуна административно входила в состав упразднённого кантона Ошфельден (округ Страсбур-Кампань).
Площадь коммуны — 5,45 км², население — 433 человека (2006) с тенденцией к росту: 457 человек (2013), плотность населения — 83,9 чел/км².

## Население
Население коммуны в 2011 году составляло 446 человек, в 2012 году — 454 человека, а в 2013-м — 457 человек.
| 1962 | 1968 | 1975 | 1982 | 1990 | 1999 | 2006 | 2008 | 2011 | 2012 | 2013 |
| ---- | ---- | ---- | ---- | ---- | ---- | ---- | ---- | ---- | ---- | ---- |
| 283  | 281  | 378  | 394  | 429  | 433  | 433  | 435  | 446  | 454  | 457  |

Динамика населения:

## Экономика
В 2010 году из 283 человек трудоспособного возраста (от 15 до 64 лет) 227 были экономически активными, 56 — неактивными (показатель активности 80,2 %, в 1999 году — 72,7 %). Из 227 активных трудоспособных жителей работали 216 человек (116 мужчин и 100 женщин), 11 числились безработными (5 мужчин и 6 женщин). Среди 56 трудоспособных неактивных граждан 15 были учениками либо студентами, 33 — пенсионерами, а ещё 8 — были неактивны в силу других причин.

## Достопримечательности (фотогалерея)

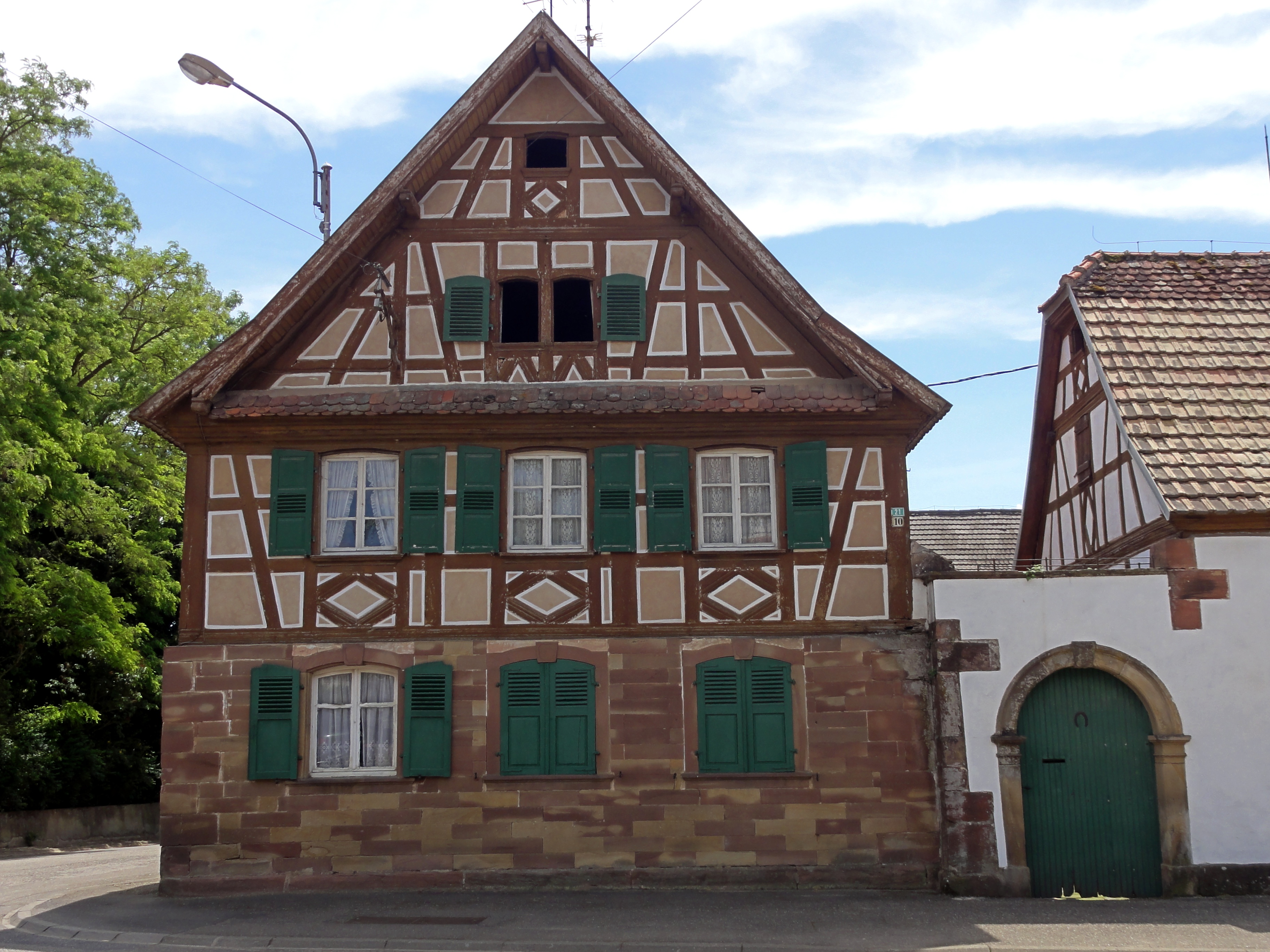
Дом на главной улице
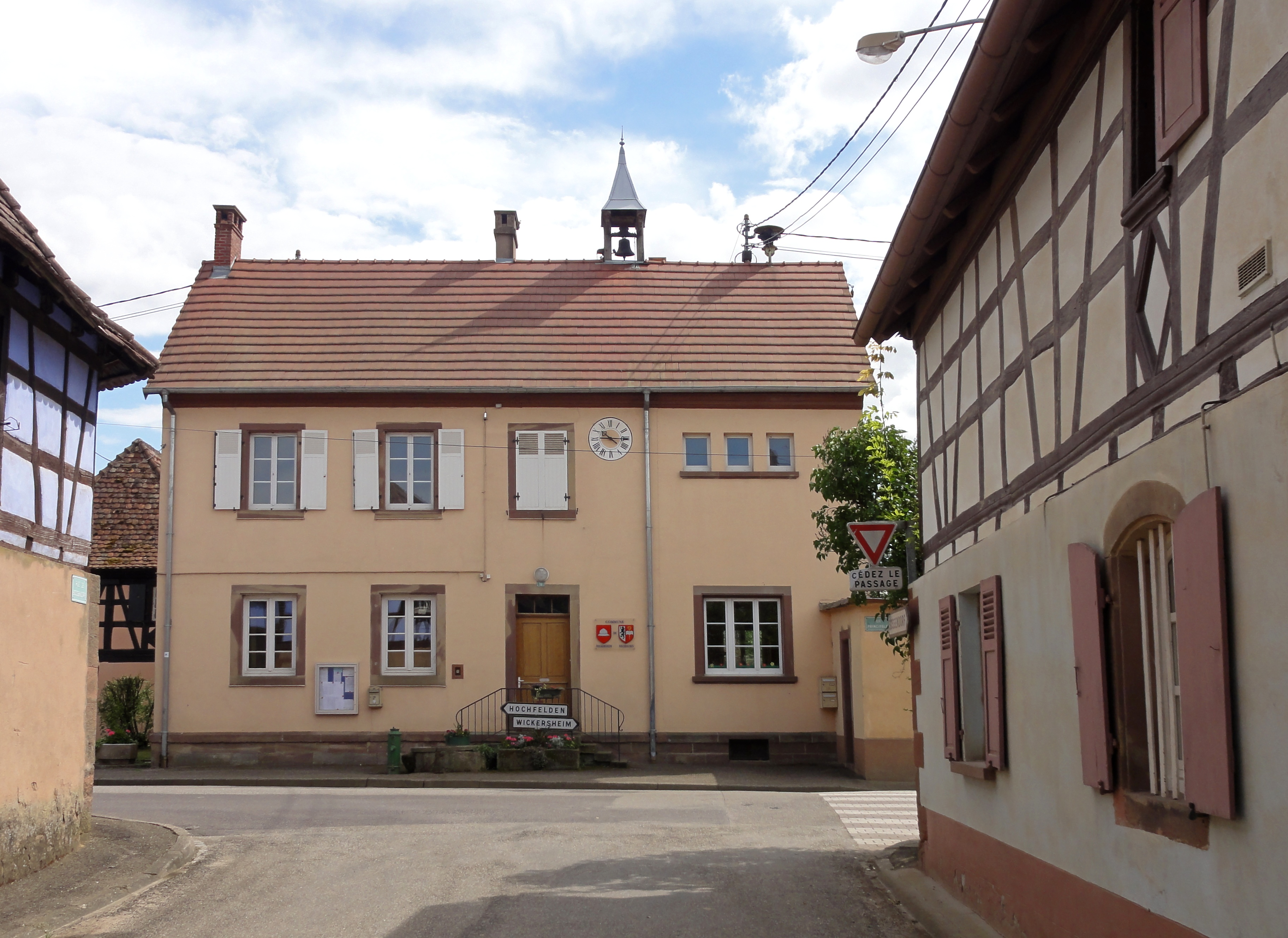
Старая ратуша-школа
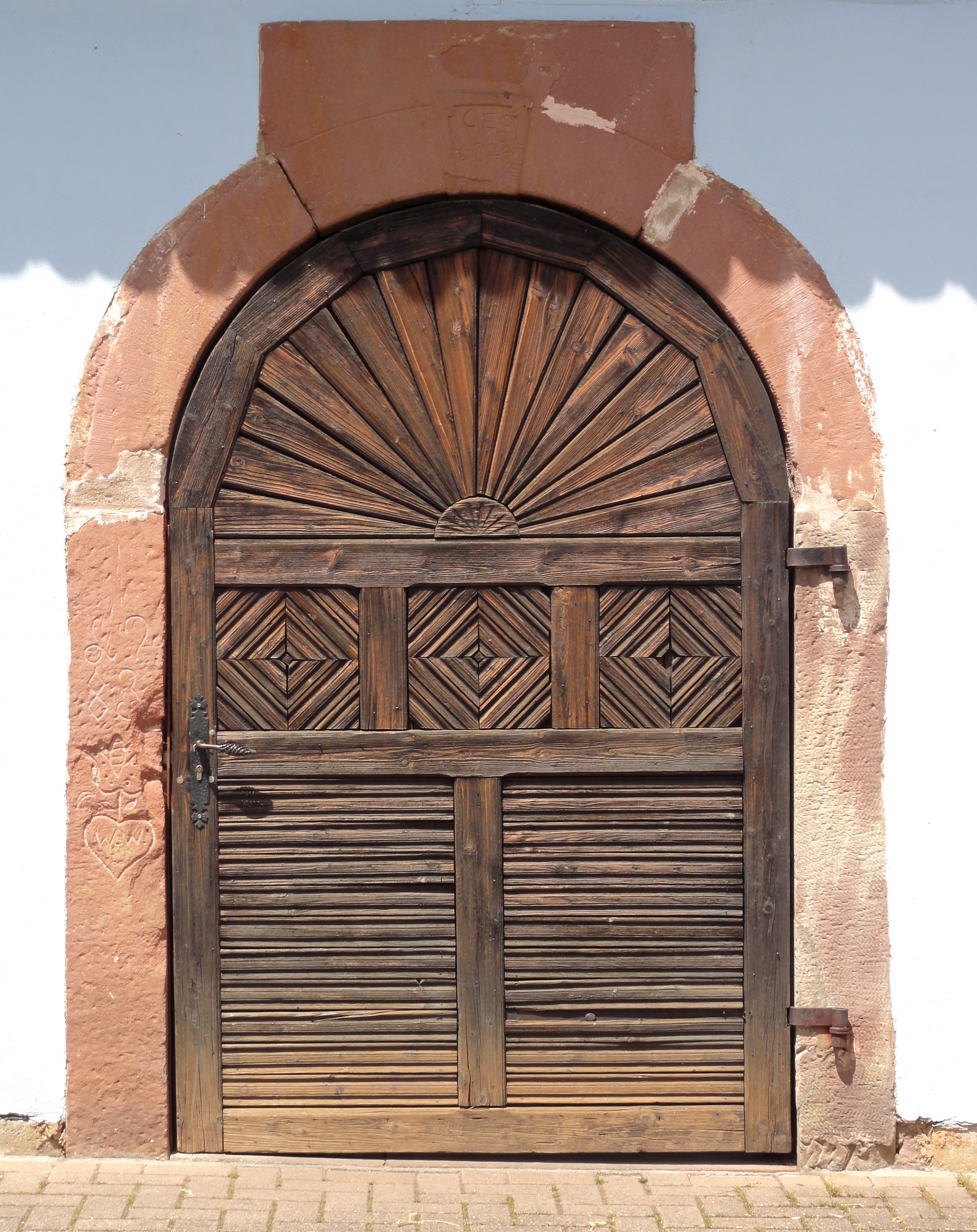
Входная дверь старого дома
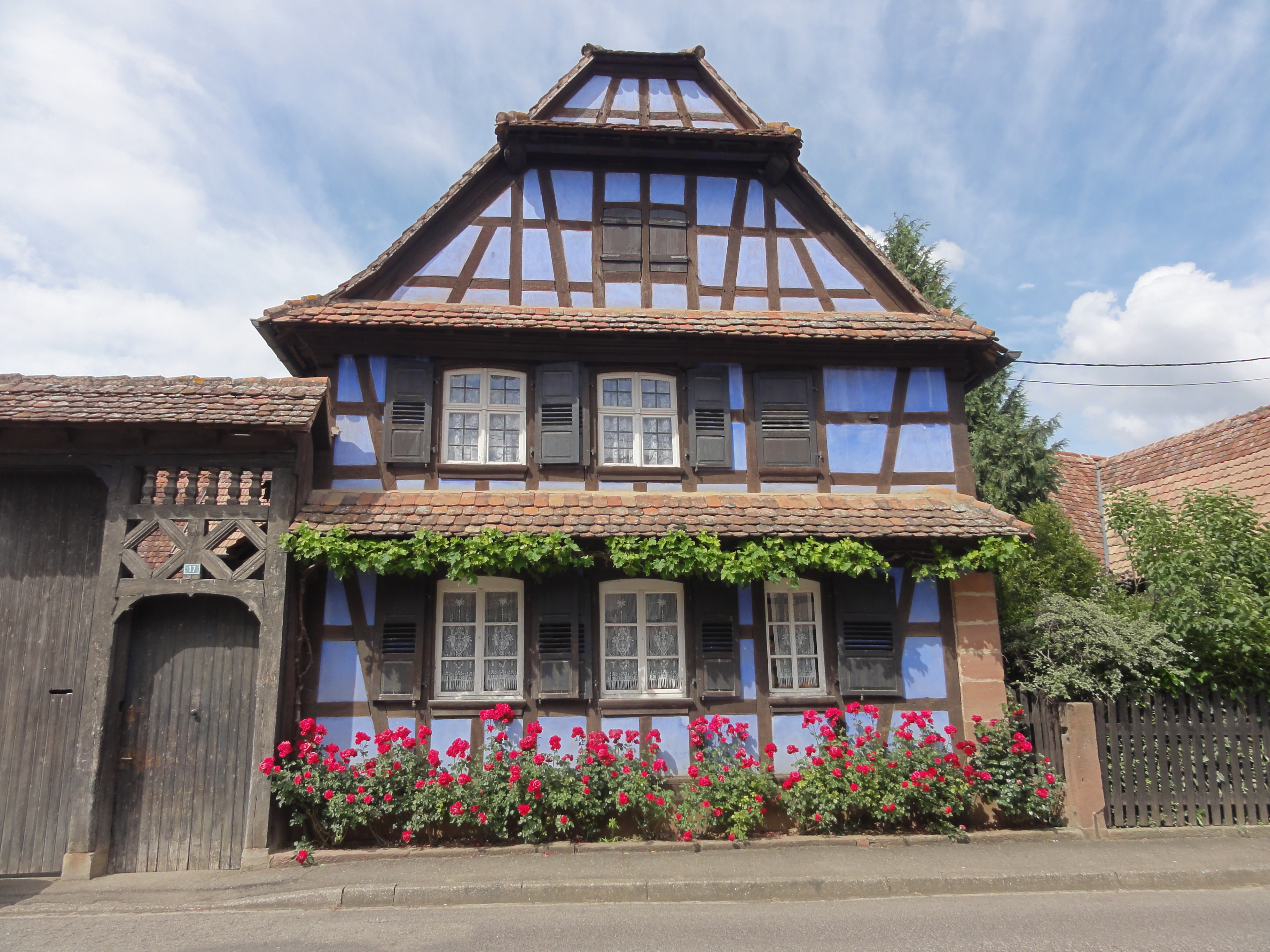
Старая ферма
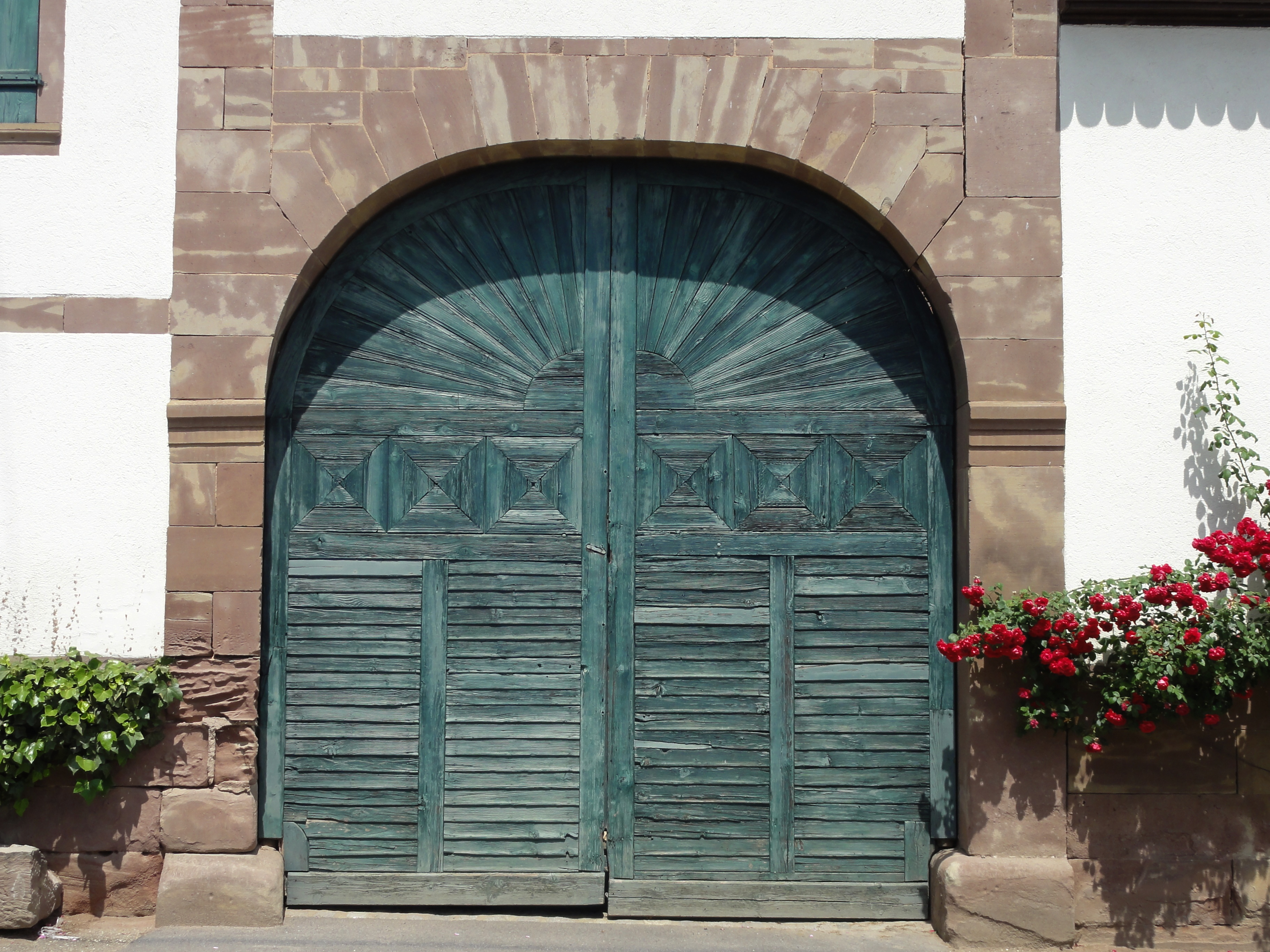
Ворота фермы
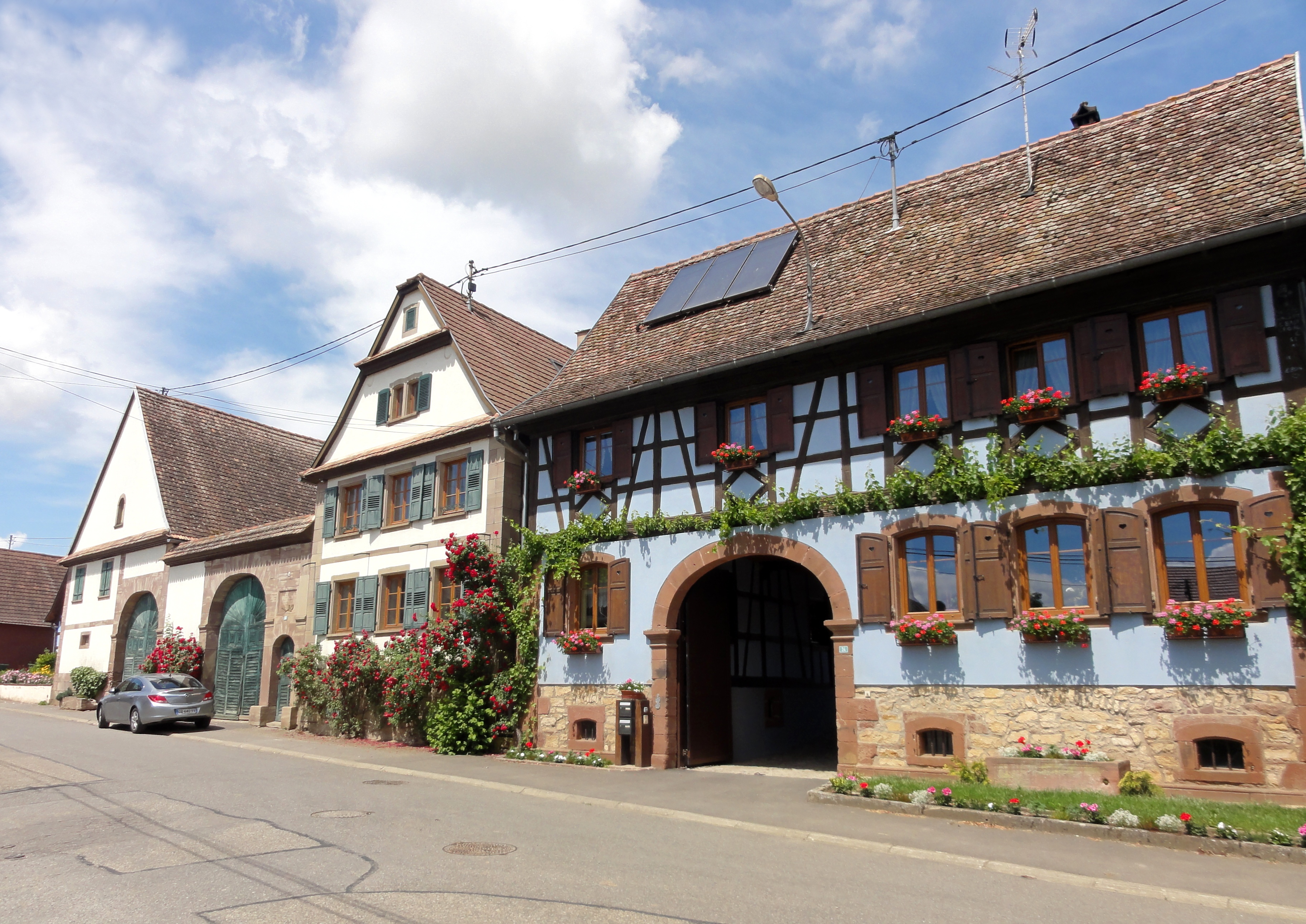
Старая ферма
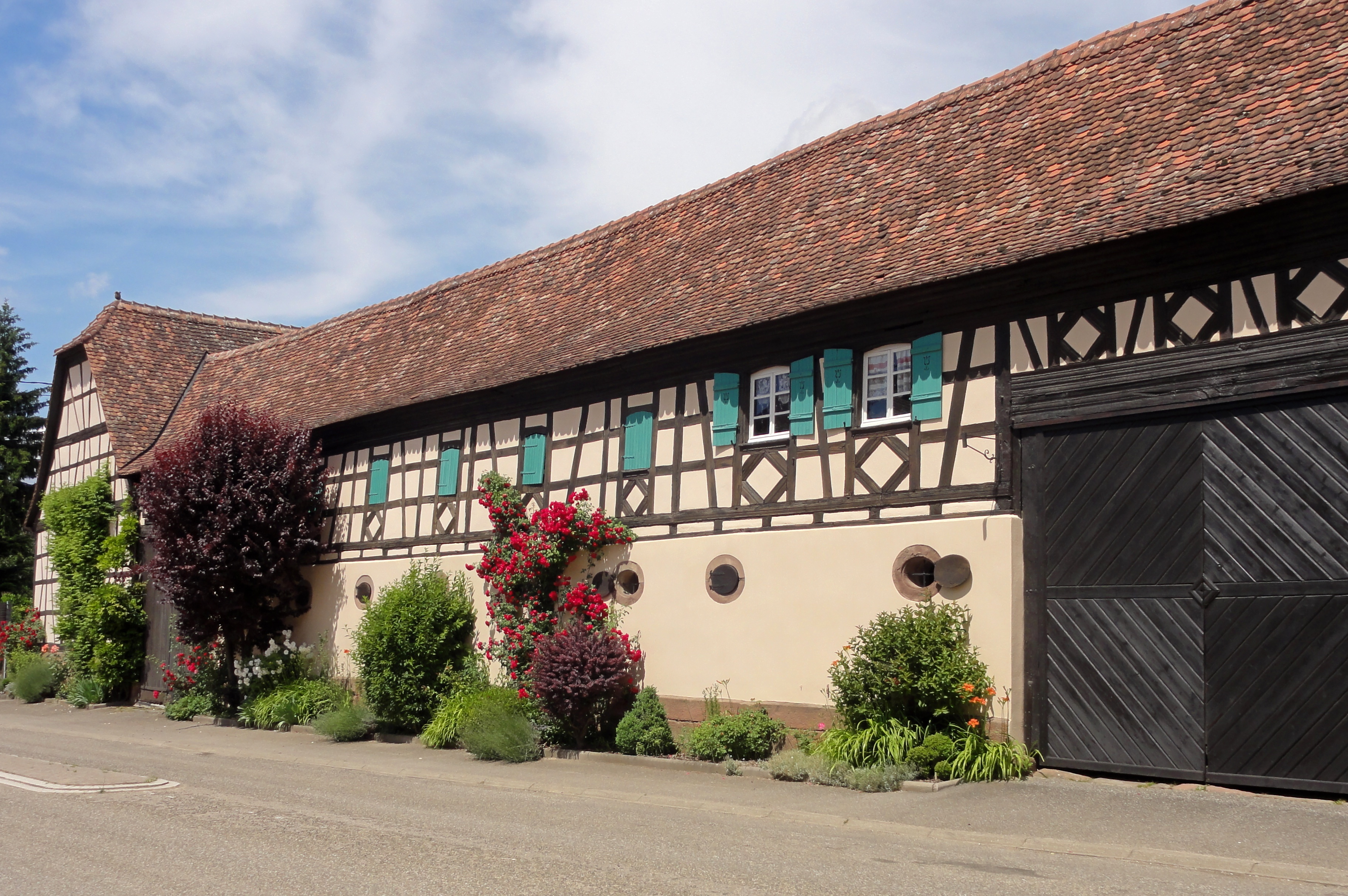
Стойло старой фермы
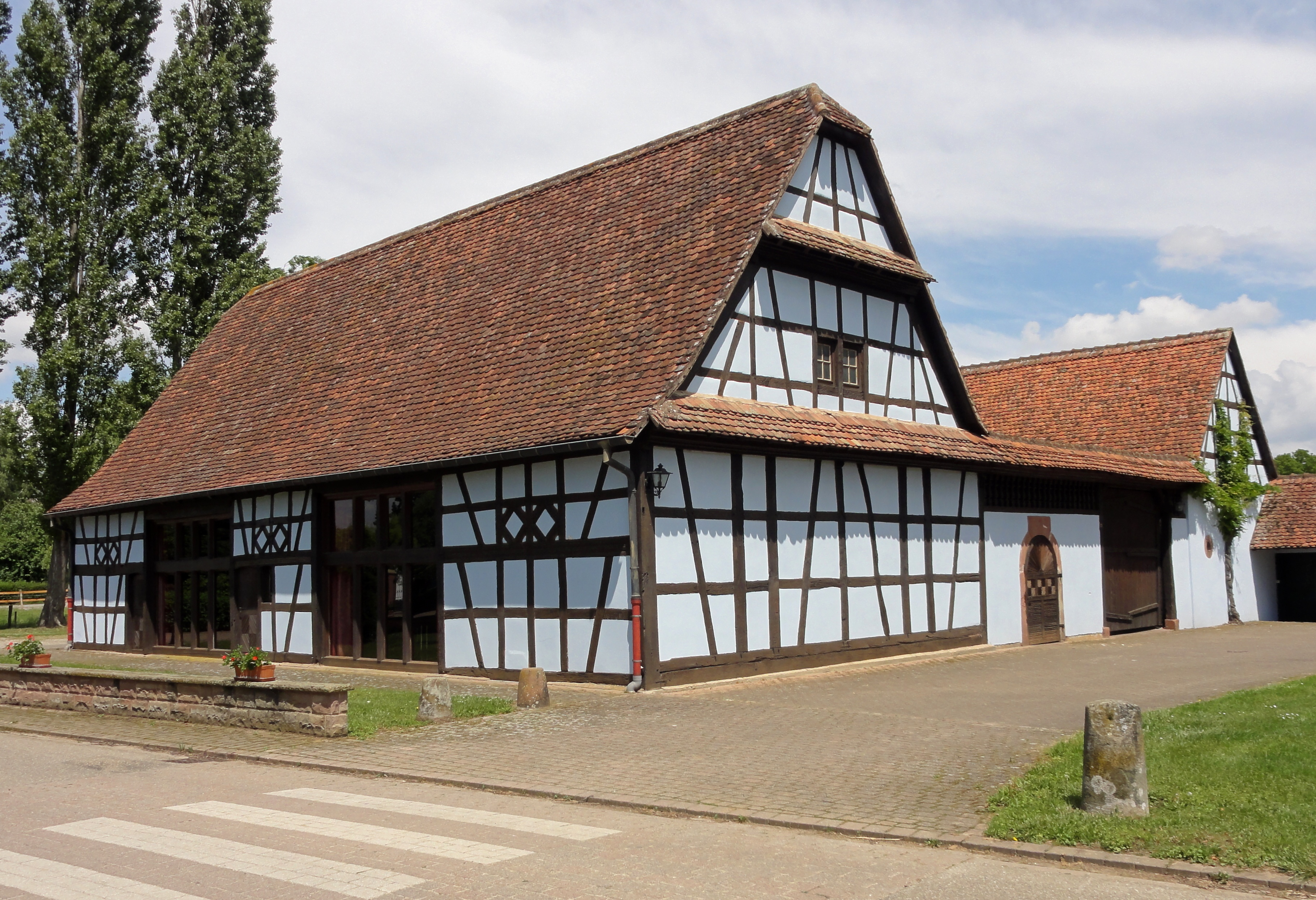
Многофункциональное помещение, амбар